# Dan Blocker
Dan Blocker, né Bobby Dan Davis Blocker le 10 décembre 1928 à DeKalb dans le comté de Bowie au Texas aux États-Unis, et mort le 13 mai 1972 à Los Angeles en Californie aux États-Unis, est un acteur américain.

## Biographie
En 1928, Dan Blocker nait à DeKalb (comté de Bowie) au Texas, il est le fils de Ora Shack Blocker (1895-1960) et de Mary (Davis) Blocker (1901-1998). Peu après sa naissance, la famille déménage à O'Donnell au sud de Lubbock dans l'ouest du Texas où ils ouvrent une épicerie ; le père de Dan Blocker est un pauvre fermier texan qui a perdu sa ferme après la Dépression.
Il entre, à 13 ans, au Texas Military Institute à San Antonio, il pèse alors 90 kg. Il étudie et joue au football à l'Université Hardin–Simmons à Abilene avant d'étudier à l'Université d'État Sul Ross à Alpine, Texas. C'est là qu'il prend goût pour le théâtre lorsque le club d'art dramatique a besoin de quelqu'un pour sortir les corps du cellier dans la pièce Arsenic et vieilles dentelles (Arsenic and Old Lace). 
En 1949, il reçoit le Best College Acting award pour son interprétation de De Lawd dans la production Green Pastures.
En 1952, il épouse Dolphia Lee Parker, sa petite amie rencontrée à l'Université d'État Sul Ross. Ils ont quatre enfants : des jumelles, Debra et Danna, puis deux fils, Dirk et Dennis. Tous ses enfants ont suivi les cours de karaté de Chuck Norris.
De 1953 à 1958, il enseigne l'anglais et la dramaturgie à Sonora (Texas) au niveau secondaire et apparaît dans une pièce scolaire. 
Après quelques expériences de théâtre, la guerre de Corée, où Dan Blocker sert comme premier sergent dans la 45e division d'Oklahoma, interrompt son début de carrière. 
Après son service militaire, il retourne à l'enseignement et poursuit des études pour un doctorat (Ph.D) à l'Université de Californie à Los Angeles (UCLA). Les problèmes financiers l'obligent à retourner au travail d'acteur, il trouve alors du travail à la télévision notamment dans le genre western (L'homme à la carabine, Cheyenne, La Grande Caravane, Colt .45 (TV series) (en), Gunsmoke, Cimarron City (TV series) (en), Sheriff of Cochise (en)).
Dan Blocker doit sa célébrité au rôle qu'il a joué dans la série western télévisée Bonanza de 1959 à 1972, dans laquelle il joue le rôle du costaud et débonnaire Eric "Hoss" Cartwright.
En 1963, parallèlement à sa carrière d'acteur, il lance la chaîne de restaurants Ponderosa steak house et Bonanza steak house (en).
En 1972, Dan Blocker meurt, à l'âge de 43 ans, d'une embolie pulmonaire. Il est enterré au cimetière de DeKalb.
Le film Le Privé (The Long Goodbye, 1973) lui est dédié. Robert Altman, réalisateur du film, qui a dirigé Dan Blocker dans plusieurs épisodes au début de la série télévisée Bonanza et s'est lié d'amitié avec lui, l'avait choisi à l'origine pour le rôle de Roger Wade, le rôle fut finalement tenu par Sterling Hayden.

## Filmographie

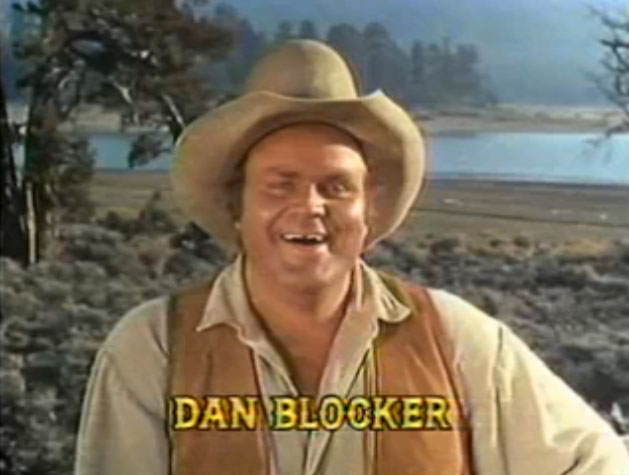
En 1960, dans la série Bonanza.

### Cinéma
- 1955 : Hook a Crook de Jules White (Court-métrage) : Un gorille
- 1957 : Black Patch d'Allen H. Miner : Un forgeron
- 1957 : La Sanglante Embuscade (Gunsight Ridge) de Francis D. Lyon : Un barman
- 1957 : Outer Space Jitters de Jules White : Un zombie préhistorique
- 1957 : La Fille aux bas noirs (The Girl in Black Stockings) d'Howard W. Koch : Mike, le barman
- 1959 : The Young Captives d'Irvin Kershner : Un voyou
- 1963 : T'es plus dans la course, papa ! (Come Blow Your Horn) de Bud Yorkin : M.. Eckman
- 1968 : La Femme en ciment (Lady in Cement)  de Gordon Douglas : Waldo Gronsky
- 1970 : Cockeyed Cowboys of Calico County d'Modèle:Anton Leader et Ranald MacDougall : Charley

### Télévision
- 1956 : The Sheriff of Cochise (Série TV) : Un barman
- 1956 et 1958 : Playhouse 90 (Série TV) : Lewis / George
- 1956 et 1958 : Gunsmoke (Série TV) : Lieutenant / Keller
- 1957 : Telephone Time (Série TV) : Borneo
- 1957 : Sergeant Preston of the Yukon (Série TV) : 'Mule' Conklin
- 1957 : Tales of Wells Fargo (Série TV) : Joe Purdy
- 1957 : Colt. 45 (Série TV) : Will
- 1957-1958 : Cheyenne (Série TV) : Pedte / Deputy Sam
- 1957-1958 : The Restless Gun (Série TV) : John 'El Bruto' / Jub Buckstar / Olaf Burland
- 1958 : La Grande caravane (Wagon Train) (Série TV) : Sgt. Broderick
- 1958 : Sugarfoot (Série TV) : Bosch
- 1958 : Richard Diamond, Private Detective (Série TV) : Cloudy Sims
- 1958 : The Walter Winchell File (Série TV) : Payload John
- 1958 : Have Gun - Will Travel (Série TV) : Joe
- 1958 : Monsieur et madame détective (The Thin Man) (Série TV) : Rosie
- 1958 : Decision (Série TV) : Salem
- 1958 : Jefferson Drum (Série TV) : Craig
- 1958 : Zorro (Série TV) : Un forgeron
- 1958 : Maverick (Série TV) : Hognose M. Hughes
- 1958 : L'Homme à la carabine (The Rifleman) (Série TV) : Pete Snipe
- 1958-1959 : Cimarron City (TV series) (en) (Série TV) : Carl Budinger / Tiny Budinger
- 1959 : Troubleshooters (Série TV) : Culhane
- 1959 : The Rebel (American TV series) (en) (Série TV) : Del Pierce
- 1959-1972 : Bonanza (Série TV) : Eric Hoss Cartwright
- 1964 : Valentine's Day (TV series) (en) (Série TV) : Horace Hewitt
- 1968 : Something for a Lonely Man (en) (Téléfilm) : John Killibrew